# Giải vô địch bóng đá nữ U-19 thế giới 2004
Giải vô địch bóng đá nữ U-19 thế giới 2004 diễn ra từ 10 tới 27 tháng 11 năm 2004 tại Thái Lan. Đây là giải U-19 nữ thế giới cuối cùng trước khi được đổi tên thành Giải vô địch bóng đá nữ U-20 thế giới (FIFA U-20 Women's World Championship) vào năm 2006. Marta của Brasil giành giải Quả bóng vàng, trong khi Brittany Timko của Canada đoạt Chiếc giày vàng với 7 bàn sau 4 trận.

## Địa điểm
| Băng Cốc                                                                                        | Băng Cốc                   | Chiang Mai                   | Phuket               |
| ----------------------------------------------------------------------------------------------- | -------------------------- | ---------------------------- | -------------------- |
| Sân vận động Quốc gia Rajamangala                                                               | Sân vận động Suphachalasai | Sân vận động kỷ niệm 700 năm | Sân vận động Surakul |
|                                                                                                 |                            |                              |                      |
| Sức chứa: 65.000                                                                                | Sức chứa: 35.000           | Sức chứa: 25.000             | Sức chứa: 15.000     |
| Băng CốcChiang MaiPhuket Vị trí các sân vận động của Giải vô địch bóng đá nữ U-19 thế giới 2004 |                            |                              |                      |

## Các đội tham dự
| Liên đoàn                          | Vòng loại                                           | Đội                            |
| ---------------------------------- | --------------------------------------------------- | ------------------------------ |
| AFC (châu Á)                       | Giải vô địch bóng đá nữ U-19 châu Á 2004            | Hàn Quốc1 · Trung Quốc1        |
| CAF (châu Phi)                     | Giải vô địch bóng đá nữ U-19 châu Phi 2004          | Nigeria                        |
| CONCACAF (Bắc, Trung Mỹ và Caribe) | Vòng loại U-19 khu vực Bắc, Trung Mỹ và Caribe 2004 | Canada · Hoa Kỳ                |
| CONMEBOL (Nam Mỹ)                  | Giải vô địch bóng đá nữ U-19 Nam Mỹ 2004            | Brasil                         |
| OFC (châu Đại Dương)               | Vòng loại U-19 khu vực châu Đại Dương 2004          | Úc                             |
| UEFA (châu Âu)                     | Giải vô địch bóng đá nữ U-19 châu Âu 2004           | Tây Ban Nha1 · Đức · Ý1 · Nga1 |
| Chủ nhà                            | Chủ nhà                                             | Thái Lan1                      |

1.^ Đội lần đầu xuất hiện.

## Vòng bảng
Giờ thi đấu là giờ địa phương (UTC+7)

### Bảng A
| Đội      | Đ | Tr | T | H | B | BT | BB | HS  |
| -------- | - | -- | - | - | - | -- | -- | --- |
| Đức      | 7 | 3  | 2 | 1 | 0 | 13 | 3  | +10 |
| Canada   | 7 | 3  | 2 | 1 | 0 | 12 | 4  | +8  |
| Úc       | 3 | 3  | 1 | 0 | 2 | 6  | 6  | 0   |
| Thái Lan | 0 | 3  | 0 | 0 | 3 | 0  | 18 | −18 |

| Thái Lan | 0–6      | Đức                                                                      |
| -------- | -------- | ------------------------------------------------------------------------ |
|          | Chi tiết | 10' Mittag · 12', 41' Goeßling · 17', 24' Okoyino da Mbabi · 43' Laudehr |

| Úc           | 1–2      | Canada         |
| ------------ | -------- | -------------- |
| McCallum 49' | Chi tiết | 14', 19' Timko |

| Đức                                                | 4–0      | Úc |
| -------------------------------------------------- | -------- | -- |
| Okoyino da Mbabi 4' · Mittag 26', 73' · Blässe 85' | Chi tiết |    |

| Canada                                                                     | 7–0      | Thái Lan |
| -------------------------------------------------------------------------- | -------- | -------- |
| Dennis 11' · Timko 25', 35', 56' · Robinson 33' · Maranda 46' · Jamani 54' | Chi tiết |          |

| Đức                           | 3–3      | Canada                             |
| ----------------------------- | -------- | ---------------------------------- |
| Hanebeck 4' · Mittag 10', 37' | Chi tiết | 40' Lang · 42' Maranda · 63' Timko |

| Úc                                                                   | 5–0      | Thái Lan |
| -------------------------------------------------------------------- | -------- | -------- |
| McCallum 10', 19' · Wiwasukhu 26' (o.g) · Ledbrook 45' · Kuralay 55' | Chi tiết |          |

### Bảng B
| Đội        | Đ | Tr | T | H | B | BT | BB | HS |
| ---------- | - | -- | - | - | - | -- | -- | -- |
| Brasil     | 6 | 3  | 2 | 0 | 1 | 6  | 5  | +1 |
| Trung Quốc | 6 | 3  | 2 | 0 | 1 | 4  | 3  | +1 |
| Nigeria    | 4 | 3  | 1 | 1 | 1 | 4  | 4  | 0  |
| Ý          | 1 | 3  | 0 | 1 | 2 | 3  | 5  | −2 |

| Nigeria | 0–1      | Trung Quốc      |
| ------- | -------- | --------------- |
|         | Chi tiết | 77' Trương Dĩnh |

| Ý         | 1–2      | Brasil                      |
| --------- | -------- | --------------------------- |
| Ricco 64' | Chi tiết | 11' (o.g) Costi · 84' Kelly |

| Trung Quốc                   | 2–1      | Ý         |
| ---------------------------- | -------- | --------- |
| Vương Khôn 52' · Từ Viện 82' | Chi tiết | 24' Ricco |

| Brasil                    | 2–3      | Nigeria                         |
| ------------------------- | -------- | ------------------------------- |
| Marta 55' · Cristiane 83' | Chi tiết | 9' Uwak · 14' Godwin · 90' Sabi |

| Trung Quốc       | 1–2      | Brasil                    |
| ---------------- | -------- | ------------------------- |
| Lâu Hiểu Húc 53' | Chi tiết | 38' Marta · 47' Cristiane |

| Ý           | 1–1      | Nigeria  |
| ----------- | -------- | -------- |
| Manieri 68' | Chi tiết | 88' Sabi |

### Bảng C
| Đội         | Đ | Tr | T | H | B | BT | BB | HS |
| ----------- | - | -- | - | - | - | -- | -- | -- |
| Hoa Kỳ      | 9 | 3  | 3 | 0 | 0 | 8  | 1  | +7 |
| Nga         | 3 | 3  | 1 | 0 | 2 | 5  | 7  | −2 |
| Hàn Quốc    | 3 | 3  | 1 | 0 | 2 | 3  | 5  | −2 |
| Tây Ban Nha | 3 | 3  | 1 | 0 | 2 | 3  | 6  | −3 |

| Hàn Quốc | 0–3      | Hoa Kỳ                                        |
| -------- | -------- | --------------------------------------------- |
|          | Chi tiết | 15' (ph.đ.) Woznuk · 17' Rodriguez · 72' Gray |

| Nga                                                        | 4–1      | Tây Ban Nha |
| ---------------------------------------------------------- | -------- | ----------- |
| Terekhova 10' · Sochneva 36' · Petrova 76' · Gil 88' (o.g) | Chi tiết | 24' Zufía   |

| Hoa Kỳ                                             | 4–1      | Nga          |
| -------------------------------------------------- | -------- | ------------ |
| Woznuk 2' (ph.đ.) · Rostedt 25', 60' · Rapinoe 63' | Chi tiết | 46' Sochneva |

| Tây Ban Nha   | 2–1      | Hàn Quốc         |
| ------------- | -------- | ---------------- |
| Boho 19', 57' | Chi tiết | 72' Park Eun-Sun |

| Hoa Kỳ      | 1–0      | Tây Ban Nha |
| ----------- | -------- | ----------- |
| Rostedt 44' | Chi tiết |             |

| Nga | 0–2      | Hàn Quốc                             |
| --- | -------- | ------------------------------------ |
|     | Chi tiết | 21' Lee Jang-Mi · 55' Park Hee-young |

## Vòng đấu loại trực tiếp
|  | Tứ kết                   | Tứ kết                 |                        |   | Bán kết       | Bán kết       |  |  | Chung kết | Chung kết |
|  |                          |                        |                        |   |               |               |  |  |           |           |
|  | 21 tháng 11 - Chiang Mai |                        |                        |   |               |               |  |  |           |           |
|  |                          |                        |                        |   |               |               |  |  |           |           |
|  | Đức (p.)                 | 1 (5)                  |                        |   |               |               |  |  |           |           |
|  | Đức (p.)                 | 1 (5)                  | 24 tháng 11 - Băng Cốc |   |               |               |  |  |           |           |
|  | Nigeria                  | 1 (4)                  |                        |   |               |               |  |  |           |           |
|  | Nigeria                  | 1 (4)                  | Đức                    | 3 |               |               |  |  |           |           |
|  | 21 tháng 11 - Chiang Mai |                        | Đức                    | 3 |               |               |  |  |           |           |
|  |                          | Hoa Kỳ                 | 1                      |   |               |               |  |  |           |           |
|  | Hoa Kỳ                   | Hoa Kỳ                 | 1                      | 2 |               |               |  |  |           |           |
|  | Hoa Kỳ                   |                        | 27 tháng 11 - Băng Cốc | 2 |               |               |  |  |           |           |
|  | Úc                       | 0                      |                        |   |               |               |  |  |           |           |
|  | Úc                       | 0                      | Đức                    | 2 |               |               |  |  |           |           |
|  | 21 tháng 11 - Băng Cốc   |                        | Đức                    | 2 |               |               |  |  |           |           |
|  |                          | Trung Quốc             | 0                      |   |               |               |  |  |           |           |
|  | Brasil (h.p.)            | Trung Quốc             | 0                      | 4 |               |               |  |  |           |           |
|  | Brasil (h.p.)            | 24 tháng 11 - Băng Cốc |                        | 4 |               |               |  |  |           |           |
|  | Nga                      | 2                      |                        |   |               |               |  |  |           |           |
|  | Nga                      | 2                      | Brasil                 | 0 |               |               |  |  |           |           |
|  | 21 tháng 11 - Băng Cốc   |                        | Brasil                 | 0 |               |               |  |  |           |           |
|  |                          | Trung Quốc             | 2                      |   | Tranh hạng ba | Tranh hạng ba |  |  |           |           |
|  | Canada                   | Trung Quốc             | 2                      | 1 | Tranh hạng ba | Tranh hạng ba |  |  |           |           |
|  | Canada                   |                        | 27 tháng 11 - Băng Cốc | 1 |               |               |  |  |           |           |
|  | Trung Quốc               | 3                      |                        |   |               |               |  |  |           |           |
|  | Trung Quốc               | 3                      | Hoa Kỳ                 | 3 |               |               |  |  |           |           |
|  |                          |                        |                        |   |               |               |  |  |           |           |
|  | Brasil                   | 0                      |                        |   |               |               |  |  |           |           |
|  | Brasil                   | 0                      |                        |   |               |               |  |  |           |           |

### Tứ kết
| Đức                                            | 1–1 (s.h.p.) | Nigeria                                |
| ---------------------------------------------- | ------------ | -------------------------------------- |
| Mittag 86'                                     | Chi tiết     | 35' Udoh                               |
| Loạt sút luân lưu                              |              |                                        |
| Hanebeck · Hauer · Thomas · Mittag · Behringer | 5–4          | Iwuagwu · Sike · Udoh · Godwin · Yusuf |

| Brasil                                          | 4–2 (s.h.p.) | Nga                             |
| ----------------------------------------------- | ------------ | ------------------------------- |
| Marta 42' · Cristiane 90+4' · Sandra 114', 117' | Chi tiết     | 29' Tsybutovich · 61' Tsidikova |

| Hoa Kỳ                      | 2–0      | Úc |
| --------------------------- | -------- | -- |
| Rodriguez 54' · Rapinoe 68' | Chi tiết |    |

| Canada    | 1–3      | Trung Quốc                       |
| --------- | -------- | -------------------------------- |
| Timko 63' | Chi tiết | 3' (ph.đ.) Trương Dĩnh · 65' Liu |

### Bán kết
| Đức                                      | 3–1      | Hoa Kỳ          |
| ---------------------------------------- | -------- | --------------- |
| Krahn 11' · Behringer 69' · Hanebeck 82' | Chi tiết | 16' (o.g) Krahn |

| Brasil | 0–2      | Trung Quốc            |
| ------ | -------- | --------------------- |
|        | Chi tiết | 11', 42' Lâu Hiểu Húc |

### Tranh hạng ba
| Hoa Kỳ                               | 3–0      | Brasil |
| ------------------------------------ | -------- | ------ |
| Hanks 21' · Rapinoe 27' · Woznuk 73' | Chi tiết |        |

### Chung kết
| Đức                        | 2–0      | Trung Quốc |
| -------------------------- | -------- | ---------- |
| Laudehr 4' · Behringer 83' | Chi tiết |            |

## Giải thưởng
| Chiếc giày vàng | Quả bóng vàng | Giải phong cách |
| --------------- | ------------- | --------------- |
| Brittany Timko  | Marta         | Hoa Kỳ          |

### Đội hình tiêu biểu
| Thủ môn                    | Hậu vệ                                                                     | Tiền vệ                                                                                        | Tiền đạo                                              |
| -------------------------- | -------------------------------------------------------------------------- | ---------------------------------------------------------------------------------------------- | ----------------------------------------------------- |
| Elvira Todua Ashlyn Harris | Vương Khôn Akudo Sabi Elena Semenchenko Supaphon Kaeobaen Becky Sauerbrunn | Trương Dĩnh Marta Simone Laudehr Patricia Hanebeck Lee Jang-Mi Svetlana Tsidikova Angie Woznuk | Cristiane Brittany Timko Veronica Boquete Anja Mittag |

## Cầu thủ ghi bàn
7 bàn
- Brittany Timko

6 bàn
- Anja Mittag

3 bàn
- Cristiane
- Marta
- Celia Okoyino da Mbabi
- Megan Rapinoe
- Jessica Rostedt
- Angie Woznuk
- Lâu Hiểu Húc
- Trương Dĩnh
- Collette McCallum

2 bàn
- Sandra
- Veronique Maranda
- Melanie Behringer
- Lena Goeßling
- Patricia Hanebeck
- Simone Laudehr
- Amy Rodriguez
- Ekaterina Sochneva
- Akudo Sabi
- Jade Boho
- Agnese Ricco

1 bàn
- Kelly
- Tanya Dennis
- Aysha Jamani
- Kara Lang
- Jodi-Ann Robinson
- Anna Blässe
- Annike Krahn
- Lee Jang-Mi
- Park Eun-Sun
- Park Hee-young
- Kerri Hanks
- Sheree Gray
- Olga Petrova
- Elena Terekhova
- Svetlana Tsidikova
- Ksenia Tsybutovich
- Stella Godwin
- Nkese Udoh
- Cynthia Uwak
- Nuria Zufia
- Lưu Táp
- Vương Khôn
- Từ Viện
- Selin Kuralay
- Kylie Ledbrook
- Raffaella Manieri

Phản lưới nhà
- Annike Krahn (cho Hoa Kỳ)
- Zurine Gil Garcia (cho Nga)
- Thidarat Wiwasukhu (cho Úc)
- Fabiana Costi (cho Brasil)